# Pilotówka

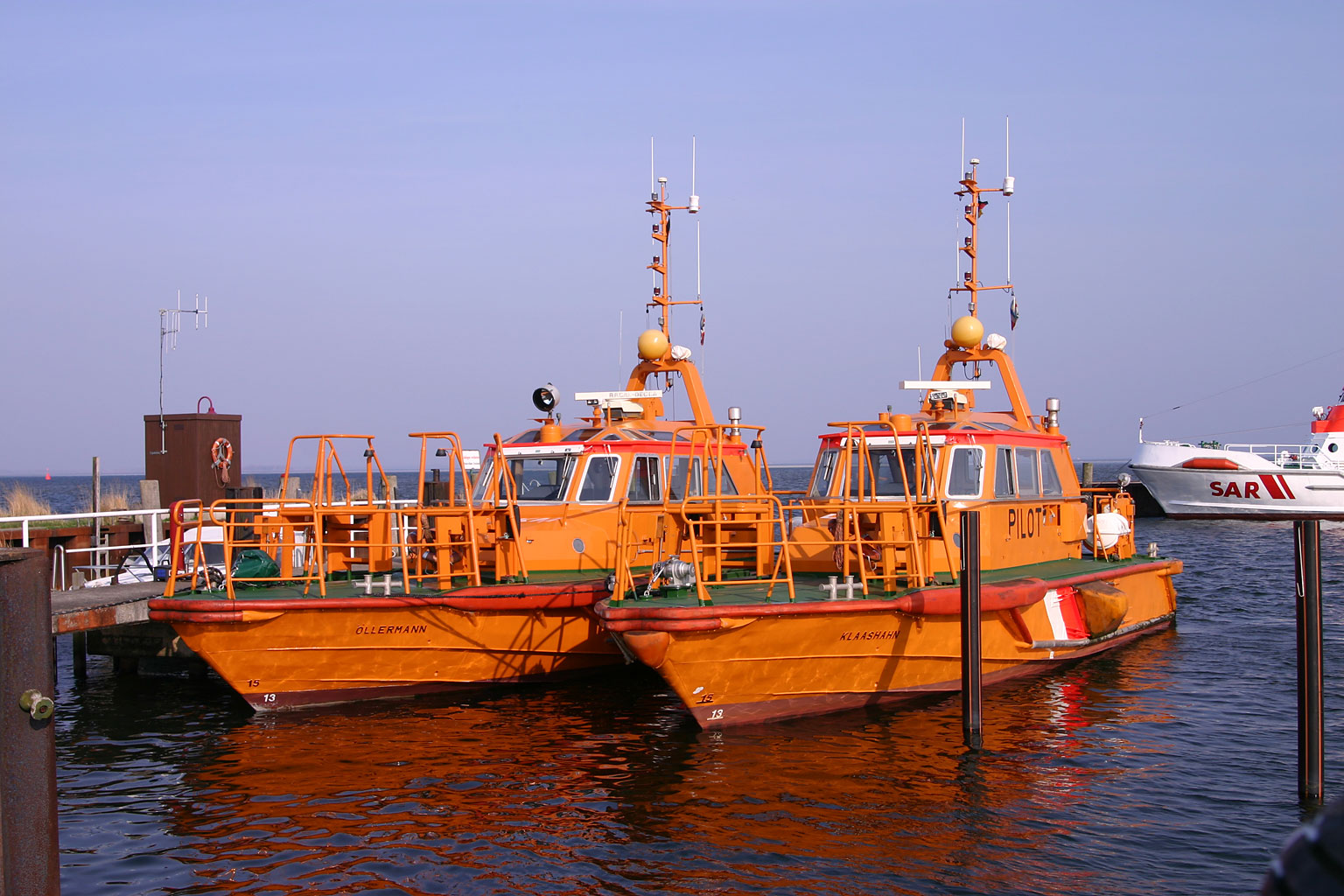
Pilotówka

Pilotówka – specjalistyczna jednostka pływająca służąca do transportu pilota morskiego i przedstawicieli innych organów portowych na lub ze statku podczas ich przemieszczania się na redzie portu morskiego w związku z wykonywanymi czynnościami.
Pilotówkami są zazwyczaj szybkie łodzie motorowe, zdolne do szybkiego dotarcia do burty statku, celem dostarczenia na jego pokład pilota (lub też – w przypadku gdy statek wychodzi z portu prowadzony przez pilota – zdjęcia go zeń). Podchodząc do burty statku pilotówka powinna zrównać swą prędkość z jego prędkością tak, by pilot mógł, bez większych trudności, wspiąć się po sztormtrapie na pokład lub zejść z niego. 
Pilotówki powinny charakteryzować się wysoką dzielnością morską ze względu na konieczność operowania w niemal każdych warunkach pogodowych.
Pilotówka zazwyczaj podchodzi do zawietrznej burty statku, gdzie zamocowany jest sztormtrap, po którym pilot dostaje się na pokład jednostki.